# Світави
Світави (чеськ. Svitavy МФА: [ˈsvɪtavɪ]), колишня назва Цвіттау (нім. Zwittau) — місто в Пардубицькому краї Чехії. Є адміністративним центром району Світави; входить в однойменний мікрорегіон. Населення — 17 458 осіб (2009). Знаходиться недалеко від витоку річки Світава.

## Історія
Світави, одне з найдавніших міст регіону, було засноване в середині XII століття ченцями з Літомишля і назване по річці Світава, що протікає в цьому місці. Деякий час поселення знаходилося у володінні літомишльского монастиря, поки права на нього не пред'явив єпископ міста Оломоуць. В 1256 році у права на місто були відступлені Оломоуцький єпископу. Місто, яке користувавлось королівськими і єпископськими привілеями, почало рости і розвиватися. В 1389 році були побудовані укріплення. Під час Гуситських воєн місто було розграбоване і знову відійшов монастирю Літомишль, проте вже в 1484 році знову став володінням Оломоуцький єпископів. В XVI столітті, який став «золотим» для Світаві, були засновані гільдії, побудована ратуша, заснований міський архів.
Під час Тридцятилітньої війни місто зазнало повного спустошення, але незабаром було відновлений. Були побудовані нова церква, шпиталь, почала розвиватися текстильна промисловість.
В 1781 році місто горіло і майже все було знищене. Інше лихо в місто принесли Наполеонівські війни.
Під час революції 1848 року влада єпископів Оломоуца була скасована. В цей час населення Світави становило 4 431 чоловік і продовжувало зростати. В 1866 році в Світаві було підписано перемир'я, що завершило бойові дії між Австрією і Пруссією.
В кінці XIX століття Валентином Освальдом Оттендорфером була заснована бібліотека.
Після розпаду Австро-Угорської імперії в 1918 році місто стало частиною Чехословаччини. В 1938 році місто в складі Судетської області було передане гітлерівської Німеччини. Після Другої світової війни місто Світаві було поверненуте Чехословаччині, німецьке населення міста було депортовано.

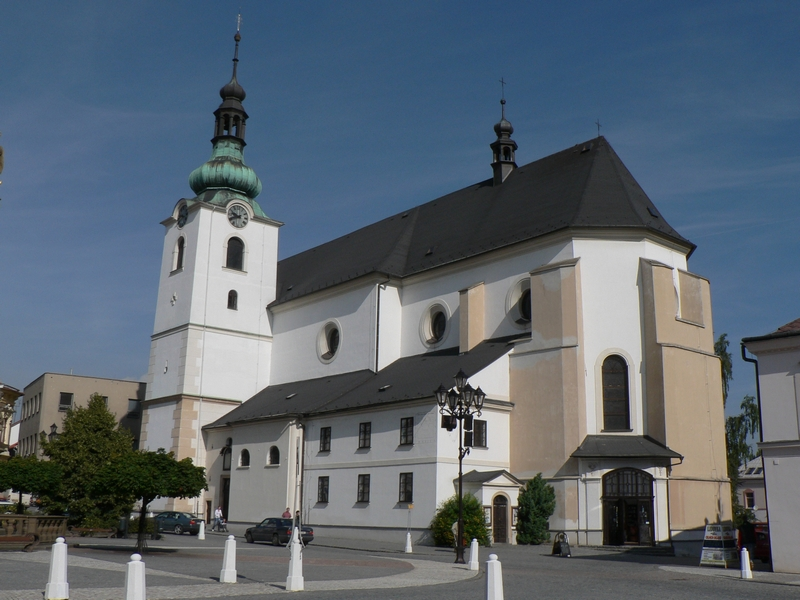
Костел Відвідини Діви Марії

## Визначні місця
- Музей есперанто (Світави)
- Костел св. Іллі
- Міський музей і галерея
- Костел св. Йосипа
- Міська ратуша
- Лангровскій особняк
- Бібліотека Оттендорф